# Joseph Chamberlain

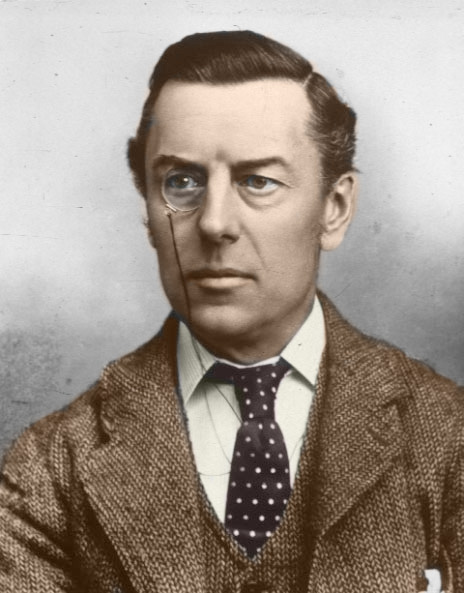
Joseph Chamberlain

Joseph Chamberlain ['ʧeɪmbəlɪn] (* 8. Juli 1836 in London; † 2. Juli 1914 ebenda) war ein einflussreicher britischer Staatsmann des 19. Jahrhunderts. Er war der Vater des späteren britischen Premierministers Neville Chamberlain sowie des Außenministers und Friedensnobelpreisträgers Austen Chamberlain.
Chamberlain trat zunächst in das kaufmännische Geschäft seines Vaters in Birmingham ein, nahm jedoch gleichzeitig am politischen Leben regen Anteil. So wurde er 1868 Vorsitzender des nationalen Erziehungsvereins und 1873 des Schulrates von Birmingham. Von 1873 bis 1876 war er Bürgermeister der Stadt Birmingham. Seine Reformen des städtischen Gesundheitswesens, der Abriss von Slums, sein massives Werben für eine allgemeine Schulpflicht, die Schaffung von Voraussetzungen zur Gründung der Universität Birmingham (1900) und der Aufbau einer Gas- und Wasserversorgung unter kommunaler Kontrolle wirkten sich weit über die Grenzen der Stadt hinaus aus und führten zu grundlegenden Änderungen der gesamten britischen Kommunalordnung. 1876 wurde Chamberlain ins Unterhaus gewählt. Dort wurde er schnell eine der wichtigsten Figuren der Liberalen. In der Partei führte er die deutliche politisch linke Entwicklung dieser Jahre mit Forderungen nach sozialen, teil sogar sozialistischen Reformen an. Die Liberalen entwickelten sich unter Chamberlain von einer Parlaments-  und Funktionärs- zur Massenpartei. Unter William Ewart Gladstone war Chamberlain 1880 bis 1885 Handelsminister. 1886 führte er den Vorsitz des Lokalverwaltungsamtes.
Chamberlain war ein Gegner der irischen Selbstverwaltung. Als Gladstone sich zur Homerule-Politik bekannte, trat Chamberlain im März 1886 von seinem Posten zurück. Er wurde einer der Anführer der Liberalen Unionisten, die sich von der Liberalen Partei abspalteten und diese nachhaltig schwächten. Chamberlain lehnte sich mit der liberalunionistischen Unterhausfraktion eng an die Konservativen an. 1892 wurde Chamberlain der Führer der Liberalen Unionisten im Unterhaus. Am 25. April 1895 übernahm er unter Lord Salisbury das Kolonialministerium (Secretary of State for the Colonies). In diesem Amt versuchte er, engere Handelsbeziehungen zwischen Großbritannien und den weißen Siedlungskolonien herzustellen und gründete dafür einen Zollverein. Gleichzeitig war er einer der entschiedensten Vertreter der britischen Imperialpolitik, wodurch er unter anderem den Ausbruch des Burenkrieges förderte. Der Staatsmann äußerte seine Überzeugungen von der Überlegenheit der angelsächsischen Rasse ebenso häufig wie deutlich:

„Als ich auf dem Wege nach den Vereinigten Staaten durch England reiste, und dann wieder, als ich die Grenzen des Dominion (von Kanada) überschritt, da prägte sich mir bei jedem Schritt ein Gedanke ein, der unzerstörbar auf der Stirn dieses weiten Landes geschrieben steht: der Gedanke von der Größe und Bedeutung des Geschicks, das der angelsächsischen Rasse vorbehalten ist, diesem stolzen, ausdauernden, auf seinem Recht bestehenden und entschlossenen Geschlecht, das kein Wechsel des Klimas oder der Lebensbedingungen verwandeln kann, und das unfehlbar bestimmt ist, die herrschende Rasse in der zukünftigen Geschichte und Zivilisation der Welt zu sein. […] Wir sind alle derselben Rasse und desselben Blutes …“

Chamberlains Bemühungen um enge anglo-amerikanische Beziehungen sowie ein Bündnis mit Deutschland (bis zum Scheitern der Verhandlungen 1901) sowie seine Vorarbeiten für die Entente Cordiale mit Frankreich beendeten die splendid isolation, die selbstgewählte außenpolitische Isolation Großbritanniens.

„Kein vorausblickender Staatsmann kann mit Englands ständiger Isolierung auf dem europäischen Festland einverstanden sein. Das natürliche Bündnis ist das zwischen uns und dem Deutschen Reich. Die beiden Völker sind von der gleichen Rasse, und es verbinden sie die gleichen Interessen … Ob in China oder anderwärts – es liegt in unserem Interesse, daß sich Deutschland den Russen in den Weg stellt. Ein Bündnis zwischen Deutschland und Rußland ist die Gefahr, die wir zu fürchten haben….“

Im Juli 1903 begann er damit, sich für Abkehr vom Dogma der Freihandelspolitik einzusetzen und machte sich für Zollreformen stark. Dadurch wurde die Fraktion der Liberalen Unionisten gespalten; ein Teil kehrte zu den Liberalen zurück, Chamberlain und seine Anhänger verblieben dagegen im Bündnis mit den Konservativen. Im September 1903 schied Chamberlain aus dem Kabinett aus, um seine Ideen ungehindert weiter verfolgen zu können.
1906 musste er seine Arbeit nach einem Schlaganfall aufgeben. Er starb am 2. Juli 1914 in London; er wurde auf dem Keyhill Cemetery in seiner Heimatstadt Birmingham beigesetzt.
Nach ihm ist der Chamberlain River in Australien benannt.